# Autoarco
Autoarco ou arco simples é um arco feito de uma única peça de madeira. Alguns especialistas modernos também aceitam um arco emendado na alça de dois pedaços de madeira.
Um auto arco eficaz pode ser feito a partir de material local amplamente disponível em áreas mais habitadas do mundo, com ferramentas limitadas cujas funções incluem cortar, fazer a barba, e raspagem. Pode ser necessário um dia de trabalho, começando com uma aduela experiente; um arco composto requer trabalho de uma semana, começando com uma gama muito maior de materiais e habilidades.